# J. N. Reddy

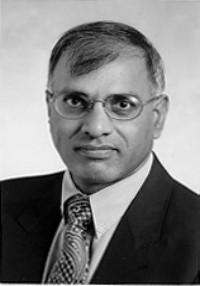
J. N. Reddy

Junuthula N. Reddy (* 12. August 1945 in Warangal, Andhra Pradesh) ist ein indisch-US-amerikanischer Ingenieurwissenschaftler. Er ist bekannt für Anwendungen der Methode der finiten Elemente (FEM) in der Mechanik. Er ist Professor an der Texas A&M University.
Reddy studierte an der Osmania University in Hyderabad mit dem Bachelor-Abschluss als Ingenieur 1968 und an der Oklahoma State University mit dem Master-Abschluss 1970. Er wurde 1973 bei J. Tinsley Oden an der University of Alabama in Huntsville promoviert. Danach war er an der University of Texas at Austin und 1974–75 bei Lockheed Missiles and Space. 1974 wurde er Assistant Professor und später Associate Professor an der University of Oklahoma und ab 1980 war er Professor am Virginia Polytechnical Institute, ab 1986 als Clifton C. Garvin Professor. Seit 1992 ist er Professor an der Texas A&M University. Er ist dort Oscar S. Wyatt Professor für Maschinenbau (Mechanical Engineering) und Distinguished University Professor.
Er ist bekannt für Beiträge zur FEM und zu Variationsmethoden in der Mechanik, Plattentheorie, Bruchmechanik, Mechanik von Komposita, Plastizitätstheorie, Biomechanik, Hydrodynamik und angewandter Funktionalanalysis. Er veröffentlichte über 380 wissenschaftliche Arbeiten (2011) und 14 Bücher.
Er ist Ehrendoktor der Technischen Universität Lissabon. 2014 erhielt er die Raymond D. Mindlin Medal der ASCE, 1998 deren Nathan M. Newmark Medal und 1984 deren Huber Prize. 1992 erhielt er die Worcester Reed Warner Medal der American Society of Mechanical Engineers (ASME) und 1976 den Teetor Award der Society of Automotive Engineers. Für 2016 wurde ihm die William Prager Medal zugesprochen, für 2018 die Von-Karman-Medaille, für 2019 die Timoschenko-Medaille. Er ist Fellow der ASCE und ASME.
Reddy ist seit 1968 verheiratet und hat zwei Kinder.

## Schriften
- An Introduction to the Finite Element Method, 3. Auflage, McGraw-Hill Education, 2005
- Mechanics of Laminated Composite Plates and Shells: Theory and Analysis,2. Auflage, CRC Press 2003
- An Introduction to Nonlinear Finite Element Analysis, Oxford University Press, 2004
- Energy Principles and Variational Methods in Applied Mechanics, 2. Auflage, Wiley 2002
- Applied Functional Analysis and Variational Methods in Engineering, McGraw-Hill 1986
- Theory and Analysis of Elastic Plates, Taylor & Francis 1999
- mit D. K. Gartling, The Finite Element Method in Heat Transfer and Fluid Dynamics,2. Auflage, CRC Press 2000
- mit M. L. Rasmussen, Advanced Engineering Analysis, John Wiley 1982
- mit J. Tinsley Oden A Mathematical Theory of Finite Elements, Wiley-Interscience 1976
- mit J. Tinsley Oden Variational Methods in Theoretical Mechanics,2. Auflage, Springer-Verlag 1982